# Antoni Wiśniewski (leśnik)
Antoni Wiśniewski (ur. 1905 w Poznaniu, zm. 1989) – polski leśnik, fotografik i kolekcjoner.

## Życiorys
Był praktykantem leśnym w leśnictwach Mokrz, Sowia Góra i Puszczykowo. W 1928 uczestniczył w wyprawach Arkadego Fiedlera do Brazylii i Afryki, jako preparator, a potem został leśniczym w Nadleśnictwie Kościan. W tym czasie rozpoczął kolekcjonowanie eksponatów przyrodniczych i nagrywanie głosów ptaków. Od 1951 współorganizował Muzeum Przyrodnicze Wielkopolskiego Parku Narodowego (wówczas z siedzibą w Puszczykowie). Był pierwszym kustoszem tej placówki. Prowadził prelekcje w radiu, pisał artykuły prasowe, podejmował działania w zakresie ochrony ptaków. Pochowano go na cmentarzu w Puszczykowie.